# Хенрик Едегорд
Хенрик Едегорд (норв. Henrik Ødegaard — Аскер, 12. фебруар 1988) професионални је норвешки хокејаш на леду који игра на позицијама одбрамбеног играча.
Члан је сениорске репрезентације Норвешке за коју је на међународној сцени дебитовао на светском првенству 2013. године. Учествовао је на олимпијским играма као члан норвешког олимпијског тима на играма ЗОИ 2014. у Сочију.